# Пакьяротти, Гаспаре
Гаспаре Пакьяротти (итал. Gaspare Pacchierotti; крещён 21 мая 1740, Фабриано, Анкона — 28 октября 1821, Падуя) — итальянский оперный певец-кастрат (сопрано). Один из последних великих кастратов.

## Биография
О его детстве и юности известно немного. Потомок итальянского художника эпохи Возрождения Джакомо Паккьяротти. Операцию по кастрации прошёл в 12-летнем возрасте.
Учился у Фердинандо Бертони. Пел в соборах, в том числе в течение трёх лет до февраля 1765 года был солистом хора в базилике святого Марка в Венеции. Пел на свадьбе Леопольда II и Марии-Луизы Испанской.
В 1766 году дебютировал оперной сцене театра «Сан-Джованни Кризостомо» (Венеция) (партия Улисса в опере «Ахилл на Скиросе» Гасмана). В 1768 году под руководством композитора Б. Галуппи участвовал в постановке его оперы «Покинутая Дидона» в Санкт-Петербурге.
С 1769 года приобрёл известность в Италии. Пел в Венеции, Палермо, Неаполе (в операх Н. Пиччинни и К. В. Глюка, 1774), Милане, Турине и других итальянских городах.

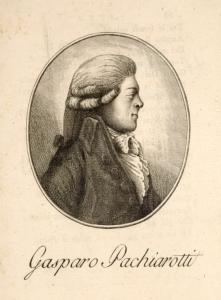
Портрет Гаспаре Пакьяротти. 1785

В 1778—1784 и 1790—1791 годах с триумфом гастролировал в Лондоне (в 1791 г. исполнил сольную кантату «Ариадна на Наксосе» Гайдна под управлением автора). Пел на открытии театров «Ла Скала» (1778, Милан) и «Ла Фениче» (1792, Венеция).
Во время наполеоновских войн в 1796 году Пакьяротти вынужден был петь перед Наполеоном Бонапартом в Театро Нуово в Падуе, хотя он не выступал уже в течение нескольких лет. После выступления Наполеон попросил его сесть рядом с собой (что было задумано в качестве награды). Оставил сцену в 1796 году.
После смерти и в честь своего учителя и друга Фердинандо Бертони в 1814 году Пакьяротти пел в Венеции на его похоронах.

## Избранные оперные партии (первый исполнитель)
- Александр («Александр в Индии» Пиччинни, 1774),
- Артаксеркс («Артаксеркс» Бертони, 1776),
- Юлий Сабин («Юлий Сабин» Сарти, 1780),
- Цезарь («Смерть Цезаря» Бьянки, 1789) и др.

Гаспаре Пакьяротти занимался вопросами теории пения. В 1836 году в Милане была издана «Школа пения» А. Калегари с трактатом Г.Пакьяротти, посвящённом правилам исполнения мелизмов («Modi generali del canto premessi alle maniere parziali onde adornare о rifiorire le nude о semplici melodie о cantilene giusta il metodo di G. Pacchiarotti»).
Гаспаре Пакьяротти — второй кастрат после Фаринелли (2006), останки которого были эксгумированы для исследовательских целей в июле 2013 года. В отличие от Фаринелли, с его плохо сохранившимися останками, скелет Пакьяротти, в целом, оказался в неплохом состоянии и стал первым полным скелетом кастрата, когда-либо обнаруженным. Обследование, проведенное экспертами из Университета Падуи, подобно обследованию Фаринелли, показало явные следы остеопороза при росте около 1,91 м, что было огромным показателем для его времени и людей южной Европы. Эпифизарные пластины костей не закрывались к 81-летнему возрасту певца, что обычно бывает у взрослых старше 23 лет; у 90-100 % мужчин старше 35 лет эпифизарные пластинки больше не видны. Все это типичные последствия допубертатной кастрации. Кроме того, явные признаки износа были обнаружены в области шейного отдела позвоночника, что считается типичным износом певцов. Кроме того, у него были исключительно хорошие и ухоженные зубы для человека, который умер в пожилом возрасте 81 года